# Gianni Franciolini
Gianni Franciolini (* 1. Juni 1910 in Florenz; † 1. Januar 1960 in Rom) war ein italienischer Filmregisseur.

## Leben
Franciolini ging 1929 nach Paris, um sich als Journalist weiterzuentwickeln und kam dort in Kontakt mit der künstlerischen Avantgarde dieser Zeit, so auch mit Eugène Deslaw. Er wurde Regieassistent von Georges Lacombe und drehte den Dokumentarfilm Vérité sur l'Italie. Ab 1938 war er wieder in seinem Heimatland und führte, nach Regieassistenzen u. a. für Mario Soldati und Camillo Mastrocinque, 1940 erstmals bei einem Spielfilm Regie. Sein zweiter, direkt im Anschluss inszenierter Film Fari nella nebbia, stellt wohl seine beste Arbeit dar. Vom poetischen Realismus in Frankreich beeinflusst, gelang Franciolini hier die Annäherung der Telefoni Bianchi an die Lebenswirklichkeit der Menschen seiner Entstehungszeit. Im Nachkriegsitalien verlegte sich Franciolini bis zu seinem frühen Tod hauptsächlich auf Komödien und Genrefilme mit Einflüssen des Neorealismus, oftmals nach Drehbüchern von Cesare Zavattini.

## Filmografie (Auswahl)
- 1940: Polizeiinspektor Vargas (L'ispettore Vargas)
- 1941: Fari nella nebbia
- 1945: Sturmnacht (Notte di tempesta)
- 1949: Länger kann die Braut nicht warten (La sposa non più attendere)
- 1951: Erotik (Ultimo incontro)
- 1951: Guten Tag, Herr Elefant! (Buongiorno elefante!)
- 1952: Die von der Liebe leben (Il mondo le condanna)
- 1952: Dürfen Frauen so sein? (Secrets d'alcove) (eine Episode)
- 1953: Wir Frauen (Siamo donne) (eine Episode)
- 1953: Römischer Reigen (Villa Borghese)
- 1955: Die Mädchen vom Fernamt 04 (Le signorine dello 04)
- 1955: Vier Herzen in Rom (Racconti romani)
- 1959: Ferdinand – König von Neapel (Ferdinando I re di Napoli)